# Ganei Tikva
Ganei Tikva oppure Gannei Tiqwa (in ebraico גַּנֵּי תִּקְוָה‎?, letteralmente "Giardini della Speranza"; in arabo غني تيكفا‎?) è un consiglio locale israeliano, al confine con Kiryat Ono a ovest, Petah Tiqwa a nord, Gat Rimon a est e Savyon a Sud.

## Storia
Ganei Tikva fu fondata nel 1949, sui terreni del villaggio palestinese di Al-'Abbasiyya, che si spopolò durante la guerra arabo-israeliana del 1948.
La parte più antica è il quartiere di Shikun Yovel. Yismach Moshe, un quartiere religioso, è stato costruito nel 1962. (Durante lo Shabbat, Yismach Moshe è chiuso al traffico). Givat Savyon è stato costruito nel 1972 ed è considerato un quartiere di appartamenti di fascia alta. Nel tentativo di duplicare il successo di Givat Savyon, il quartiere di Givat Savyon HaHadasha si è formato sul lato orientale, al confine con Gat Rimon. Il quartiere residenziale di Ganim è uno dei più recenti di fondazione.
Ganei Tikva è nota per il suo alto tenore di vita e l'istruzione di qualità. Si trova in prossimità di Tel Aviv e del Gush Dan, ed è caratterizzata da un variegato mix etnico ebraico. La città è composta da piccole case unifamiliari, villette a schiera e condomini, con tanto di alberi e poco traffico.